# 皮里巴茨·赫雷别利亚诺维奇
皮里巴茨·赫雷别利亚诺维奇（约1300年—1362年）是拉扎尔·赫雷别利亚诺维奇大公的父亲。

## 生平
皮里巴茨·赫雷别利亚诺维奇出生于约1300年，是尼曼雅王朝杜尚皇帝时期的贵族。拉扎尔大公母亲的名字在历史上没有记载，但记载称，除了在1329年出生的拉扎尔之外，皮里巴茨还有一个叫德拉甘娜的女儿和另一个姓名不详的女儿。在杜尚皇帝与父亲斯特凡·乌罗什三世的冲突中，皮里巴茨全力支持杜尚，得到了杜尚皇帝的赏识，获得了近侍（логотет）的职位和头衔，并获封了一块科索沃的土地，但皮里巴茨仅是宫中众多贵族中的一员，既不显贵也不拮据。在文献中关于他的名字，仅在1340年2月杜尚皇帝时期的一章法典中提到了“近侍皮里巴茨（Pribez logofeto）”。这样的角色在1346年成立塞尔维亚帝国之后更显得有些微不足道。杜尚称帝时，许多其他贵族获封了专制公、至尊者、凯撒等更高的头衔和先前被拜占庭占领的大片土地。但皮里巴茨仅因为封地离皇帝不远就已经感到非常满足。皮里巴茨还引荐儿子拉扎尔以侍应（ставилац）的职位进入杜尚皇帝的宫廷，这一职位正是为皇帝认定的贵族家庭的年轻成员设立的。所以说，纵然皮里巴茨不是野心勃勃，但他的儿子却借此机会得以看清政治局势、认识政治问题，习得执政技巧，从而开启了仕途之路。